# Robert H. Gardner
Robert Harkins Gardner (* 3. Juni 1947 in Berkeley, Kalifornien) ist ein US-amerikanischer Dokumentarfilmer, Filmproduzent, Filmregisseur und Drehbuchautor, der 1986 für einen Oscar nominiert war.

## Biografie
Gardner startete seine Karriere 1967 in Washington D.C. als Kamera- und Schnittassistent für Eli Production. Er produzierte Dokumentarfilme zu sozialen Themen für die experimentelle Fernsehsendung Public Broadcast Laboratory auf NET, dem Vorgänger von PBS. 1968 war Gardner Teil des Filmteams, das die Dokumentation erstellte, die den Wahlkampf von Hubert H. Humphrey fürs Präsidentenamt begleitete. In den 1970er Jahren führte er Regie und schnitt Kinderfernsehserien für Northern Virginia Educational Television. Von 1982 bis 1985 war Gardner leitender Produzent für Sonderprojekte bei The United Way of America. 1986 gründete er dann Gardner Films Inc., eine unabhängige Produktionsfirma. Gardner drehte über 50 Dokumentarfilme, die von den Sendern PBS, dem History Channel, dem National Geographic Channel, NBC, BBC und dem Discovery Channel ausgestrahlt wurden. Neben einer Oscarnominierung, wurde er mit drei nationalen Emmys, vier regionalen Emmys, dem Alfred I. DuPont Award for Excellence in Broadcast Journalism der Columbia University sowie einer Reihe weiterer Auszeichnungen. Gardner Films ist ein Familienunternehmen, Gardners Frau Char kam 1990 als Produzentin und Produktionsleiterin zu dem Unternehmen. Seit 2004 ist auch Carrie Gardner, die Tochter des Paares, als Forscherin, Autorin und Produzentin für das Unternehmen tätig. Nick Gardner, ein Kameramann, ist ebenfalls Teil von Gardner Films.
Für seinen Kurzfilm The Courage to Care wurde Gardner in der Kategorie „Bester Dokumentar-Kurzfilm“ für einen Oscar nominiert und mit einem Emmy ausgezeichnet. Im Film geht es um Personen, die während des Holocaust ihr eigenes Leben riskierten, um Juden zu helfen. Gardner nannte diesen Film denjenigen, auf den er am stolzesten sei. Für die Fernsehserie Lost Civilizations drehte Gardner 1995 die Folgen Egypt: Quest for Immortality und Mesopotamian: Return to Eden. In Egypt: Quest for Immortality geht es um das Erbe der Pharaonen und deren prachtvolle Gräber, in Mesopotamian: Return to Eden geht es um den Garten Eden, das Land der Bibel und die älteste Zivilisation der Welt. Im selben Jahr drehte Gardner acht weitere Folgen für die Serie Lost Civilizations, so über das Erbe von Atlantis und die antiken Mythen der Ägäis, über die Maya, über Rom, China, Griechenland, Afrika, die Inka und über Tibet. Im Jahr 2000 produzierte Gardner den historischen Dokumentarfilm Islam: Empire of Faith innerhalb einer Dokumentarserie, die die Geschichte des Islams von der Geburt des Propheten Mohammed bis zum Osmanischen Reich beschreibt. Gardners letzte gelistete Arbeit ist der Dokumentarfilm Enemy of the Reich: The Noor Inayat Khan Story von 2014, bei dem er Regie führte. Der von PBS ausgestrahlte Film erweckt die Geschichte einer Frau zum Leben, die im Feuer der Nazi-Besatzung in Paris ihren außergewöhnlichen Mut beweisen muss.
Verheiratet ist Gardner mit Char Gardner, die ebenfalls im Filmgeschäft tätig ist. Auch die Kinder des Paares Nick Gardner und Carrie Gardner sind in diesem Metier tätig. Die Gardners haben zudem vier Enkelkinder.

## Filmografie (Auswahl)
- 1985: The Courage to Care (Kurzfilm; Regie, Produzent)
- 1989: The Triumph of Memory (Kurzfilm; Regie, Produzent)
- 1989: Arab and Jew: Wounded Spirits in a Promised Land (Regie, Produzent)
- 1991–1994: National Geographic Explorer (Fernsehserie, 3 Folgen; Regie, Produzent)
- 1994: Coming and Going (Miniserie; Regie)
- 1995: Lost Civilizations (Fernsehserie S1/E1 Egypt: Quest for Immortality + S1/E3 Mesopotamia: Return to Eden, Autor, Regie, Produzent)
- 1995: Extremely Weird (Fernsehkurzfilm, Segment Curses; Regie)
- 1997, 1998: The New Detectives: Case Studies in Forensic Science (Fernsehserie S3/E2 + S3/E4 Bodies of Evidence; Regie)
- 1998: Nova (Fernsehserie, S25/E8 Warnings from the Ice; Regie, Produzent)
- 1998–2005: F.B.I. – Dem Verbrechen auf der Spur (Fernsehserie, 3 Folgen; Regie)
- 2000: Islam: Empire of Faith (Regie, Produzent)
- 2002: Arab and Jew: Return to the Promised Land (Fernsehfilm; Regie)
- 2002: Elie Wiesel: First Person Singular (Fernsehfilm; Regie, Produzent)
- 2004: Barbarians (Fernsehserie, 4 Folgen; Regie, Produzent)
- 2005: The Plague (Fernsehfilm; Regie)
- 2005: Da Vinci and the Code He Lived By (Fernsehfilm; Regie, Produzent)
- 2007: Barbarians II (Miniserie; Regie, Produzent)
- 2007: Spanien unter dem Halbmond (Cities of Light: The Rise and Fall of Islamic Spain, Fernsehfilm; Regie, Produzent)
- 2008: Rom – Niedergang einer Weltmacht (Rome: Rise and Fall of an Empire, Miniserie S1/E1 The First Barbarian War + S1/E4 The Forest of Death; Regie, Produzent)
- 2009: Inside Islam: What a Billion Muslims Really Think (Regie, Produzent)
- 2011: My Fellow American (Video; Drehbuch, Regie)
- 2011: Islamic Art: Mirror of the Invisible World (Regie)
- 2014: Enemy of the Reich: The Noor Inayat Khan Story (Fernsehfilm; Regie)

## Auszeichnungen (Auswahl)
Academy Awards
- Oscarnominierung für und mit dem Film The Courage to Care

Primetime Emmy Awards 1996
- Gewinner Primetime Emmy in der Kategorie „Beste Informationsreihe“ für und mit Lost Civilizations – gemeinsam mit Joel Westbrook, Jason Williams, William Morgan, Ed Fields und Sam Waterston

News & Documentary Emmy Awards 1987
- Gewinner Emmy in der Kategorie „Beste Einzelleistung in einem Handwerk: Regisseur“